# Tarmuwa
Tarmuwa è una delle diciassette aree a governo locale (local government area) in cui è suddiviso lo stato di Yobe, in Nigeria. Estesa su una superficie di 4.594 chilometri quadrati, conta una popolazione di 177.204 abitanti.